# Сологубовка (Благовіщенський район)
Сологу́бовка (рос. Сологубовка, башк. Сологубовка) — присілок у складі Благовіщенського району Башкортостану, Росія. Входить до складу Покровської сільської ради.
Населення — 62 особи (2010; 72 в 2002).
Національний склад:
- росіяни — 79 %